# پپتید وازواکتیو روده‌ای
هورمون پپتید وازواکتیو روده‌ای یا پلی‌پپتید وازواکتیو روده‌ای یا وی‌آی‌پی، یک هورمون پپتیدی، حاوی ۲۸ اسیدآمینه است. این هورمون در بسیاری از بافت‌های مهره‌داران مانند دستگاه گوارش، لوزالمعده و هیپوتالاموس در مغز ترشح می‌شود. این هورمون، بر نیروی انقباض قلب و گشادگی رگ‌ها تاثیر گذاشته، باعث افزایش گلیکوژنولیز شده و فشار خون را پایین می‌آورد. هم‌چنین باعث شل‌شدگی عضلات صاف نای، معده و کیسه صفرا می‌شود. این هورمون در انسان توسط ژن وی‌آی‌پی کدگذاری می‌شود.
نیمه‌عمر این هورمون در خون، دو دقیقه است.

## وظایف
این هورمون در دستگاه گوارش باعث شل‌شدن اسفنگتر پایینی مری (دهانه معده)، معده و کیسه صفرا و هم‌چنین، تحریک ترشح آب به ترشحات لوزلمعده و صفرا شده و در ترشح اسیدمعده نقش دارد.
این هورمون باعث تحریک ترشح پپسینوژن از معده شده و در تنظیم ترشح هورمون پرولاکتین مؤثر است.
هورمون آزادکننده هورمون رشد، جز خانواده وی‌آی‌پی بوده که در ترشح هورمون رشد از هیپوفیز نقش دارد.